# Karsten Brannasch
Karsten Brannasch, né le 17 août 1966 à Altdöbern, est un bobeur allemand.

## Carrière
Aux Jeux olympiques de 1994 organisés à Lillehammer en Norvège, lors de sa seule participation olympique, Karsten Brannasch est sacré champion olympique de bob à quatre avec Harald Czudaj, Olaf Hampel et Alexander Szelig.

## Palmarès

### Jeux Olympiques
- : médaillé d'or en bob à 4 aux JO 1994.